# Giovanni Federico di Schwarzburg-Rudolstadt
Giovanni Federico, Principe di Schwarzburg-Rudolstadt (Rudolstadt, 8 gennaio 1721 – Rudolstadt, 10 luglio 1767), fu principe di Schwarzburg-Rudolstadt dal 1744 al 1767.

## Biografia

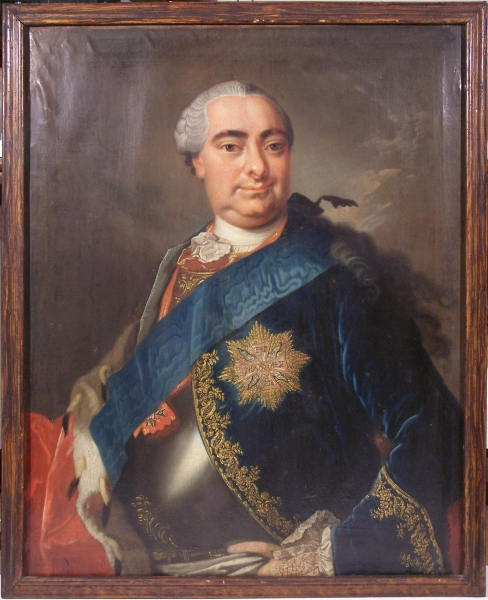
Ritratto di Giovanni Federico di Schwarzburg-Rudolstadt

Giovanni Federico di Schwarzburg-Rudolstadt era l'unico figlio maschio di Federico Antonio, Principe si Schwarzburg-Rudolstadt e della sua prima moglie, la Principessa Sofia Guglielmina di Sassonia-Coburgo-Saalfeld.
Giovanni Federico padroneggiava della lingua francese. Tra il 1738 ed il 1742, Giovanni Federico effettuò il Grand Tour. Frequentò lezioni di teologia all'Università di Strasburgo e lezioni di matematica e fisica all'Università di Utrecht. Durante il suo Grand Tour, venne in contatto con gli ideali dell'illuminismo. In seguito cercò di conciliare queste idee con la sua fede.
Nel 1742, Giovanni Federico rappresentò suo padre all'incoronazione dell'Imperatore Carlo. La cerimonia nella Cattedrale di Francoforte durò diverse ore che Giovanni Federico trovò molto impressionante.
Nel 1744, all'età di 23 anni, ereditò il Principato di Schwarzburg-Rudolstadt. Egli continuò il progetto di costruzione di Heidecksburg che suo padre aveva cominciato. Suo padre aveva costruito l'esterno del castello, Giovanni Federico si occupò di decorare l'interno. Commissionò soffitti affrescati e ornamenti soprapporta. Nel 1750, la sala da ballo fu completata da Gottfried Heinrich Krohne. È considerato il primo esempio di rococò di interior design in Germania.
La collezione principesca di spartiti è andata perduta in un incendio nel 1735.  Giovanni Federico cominciò una nuova collezione per sostituirla. Georg Gebel compose almeno nove libretti e circa un centinaio di sinfonie, partite e concerti. Nel 1746, Giovanni Federico lo ricompensò con il titolo di Concertmeister e nel 1750 con il titolo di Kapellmeister.  In 1754, Christian Gotthelf Scheinpflug succeeded gebel as Kapellmeister.  He composed music for all kinds of courtly occasions
Nel 1746, fondò un seminario teologico e sostenne la fondazione di una vasta biblioteca pubblica. Aggiunse la sua biblioteca privata alla raccolta esistente e dal 1751 in poi, egli permise al pubblico di accedervi una volta alla settimana. Egli estese notevolmente la raccolta della "Biblioteca principesca pubblica di Rudolstadt", fondata nel 1748.  La collezione è attualmente divisa tra Historischen Bibliothek der Stadt Rudolstadt, e la Schlossbibliothek Heidecksburg.
Il 4 ottobre 1760 Giovanni Federico concesse una licenza per gestire una fabbrica di porcellana a Georg Heinrich Macheleid. Lo stesso Giovanni Federico funse come regista per questa azienda, che esiste tuttora sotto il nome di Aelteste Volkstedter Porzellanmanufaktur.
Il 20 gennaio 1764, il locale ginnasio celebrò il suo centenario. In questa occasione, Giovanni Federico denominò ufficialmente l'edificio Gymnasium Friedericianum e aggiunse una disposizione di insegnamento della matematica e della fisica. Alla cerimonia parteciparono il principe e l'intera famiglia principesca.
Giovanni Federico morto il 10 luglio 1767 Poiché non aveva eredi maschi, gli succedette suo zio Ludwig Günther II. Nel 1763, il maggiore dei figli maschi di Ludwig Günther II, il nuovo Principe Ereditario Federico Carlo, aveva sposato la figlia maggiore di Giovanni Federico, Augusta.

## Matrimonio e figli

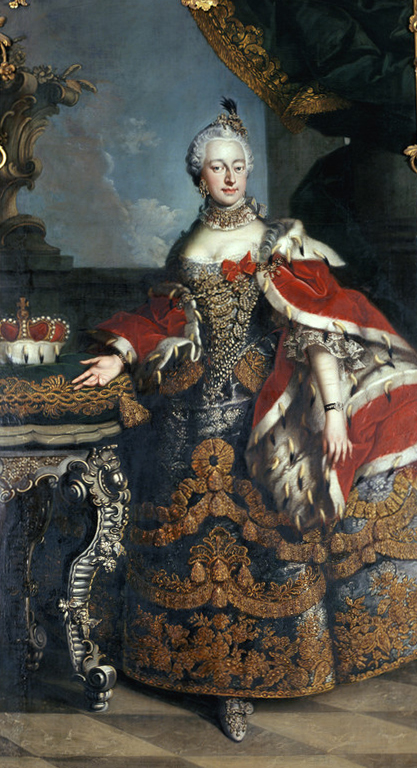
Bernardine of Saxe-Weimar-Eisenach, ritratta da Heinsius

Giovanni Federico sposò il 19 novembre 1744 ad Eisenach la principessa Bernardina Cristiana di Sassonia-Weimar (1724–1757), figlia di Ernesto Augusto I di Sassonia-Weimar e di sua moglie, la principessa Eleonora Guglielmina di Anhalt-Köthen. La coppia ebbe i seguenti figli:
- Federica Augusta di Schwarzburg-Rudolstadt (1745–1778); sposò nel 1763 il principe Federico Carlo di Schwarzburg-Rudolstadt (1736-1793)
- una figlia (1746-1746)
- un figlio (1747-1747)
- Sofia Ernestina di Schwarzburg-Rudolstadt (1749–1754)
- Guglielmina di Schwarzburg-Rudolstadt (1751–1780); sposò nel 1766 il principe Luigi di Nassau-Saarbrücken (1745-1794).
- Enrichetta Carlotta di Schwarzburg-Rudolstadt (1752–1756)

## Ascendenza
|                                                |                                       |                                            | Genitori                               |  |  | Nonni |  |  | Bisnonni                                  |  |  | Trisnonni                                 |  |
|                                                |                                       |                                            |                                        |  |  |       |  |  | Alberto Antonio di Schwarzburg-Rudolstadt |  |  | Luigi Günther I di Schwarzburg-Rudolstadt |  |
|                                                |                                       |                                            |                                        |  |  |       |  |  | Alberto Antonio di Schwarzburg-Rudolstadt |  |  | Luigi Günther I di Schwarzburg-Rudolstadt |  |
|                                                |                                       | Emilia di Oldenburg                        |                                        |  |  |       |  |  | Alberto Antonio di Schwarzburg-Rudolstadt |  |  |                                           |  |
| Luigi Federico I di Schwarzburg-Rudolstadt     |                                       |                                            |                                        |  |  |       |  |  | Alberto Antonio di Schwarzburg-Rudolstadt |  |  |                                           |  |
|                                                |                                       | Emilia Giuliana di Barby-Muehlingen        | Alberto Federico di Barby-Mühlingen    |  |  |       |  |  |                                           |  |  |                                           |  |
|                                                |                                       | Emilia Giuliana di Barby-Muehlingen        | Alberto Federico di Barby-Mühlingen    |  |  |       |  |  |                                           |  |  |                                           |  |
|                                                |                                       | Emilia Giuliana di Barby-Muehlingen        | Ursula di Oldenburg-Delmenhorst        |  |  |       |  |  |                                           |  |  |                                           |  |
| Federico Antonio di Schwarzburg-Rudolstadt     |                                       | Emilia Giuliana di Barby-Muehlingen        |                                        |  |  |       |  |  |                                           |  |  |                                           |  |
|                                                |                                       | Federico I di Sassonia-Gotha-Altenburg     | Ernesto I di Sassonia-Gotha-Altenburg  |  |  |       |  |  |                                           |  |  |                                           |  |
|                                                |                                       | Federico I di Sassonia-Gotha-Altenburg     | Ernesto I di Sassonia-Gotha-Altenburg  |  |  |       |  |  |                                           |  |  |                                           |  |
|                                                |                                       | Federico I di Sassonia-Gotha-Altenburg     | Elisabetta Sofia di Sassonia-Altenburg |  |  |       |  |  |                                           |  |  |                                           |  |
| Anna Sofia di Sassonia-Gotha-Altenburg         |                                       | Federico I di Sassonia-Gotha-Altenburg     |                                        |  |  |       |  |  |                                           |  |  |                                           |  |
|                                                |                                       | Maddalena Sibilla di Sassonia-Weissenfels  | Augusto di Sassonia-Weissenfels        |  |  |       |  |  |                                           |  |  |                                           |  |
|                                                |                                       | Maddalena Sibilla di Sassonia-Weissenfels  | Augusto di Sassonia-Weissenfels        |  |  |       |  |  |                                           |  |  |                                           |  |
|                                                |                                       | Maddalena Sibilla di Sassonia-Weissenfels  | Anna Maria di Mecleburgo-Schwerin      |  |  |       |  |  |                                           |  |  |                                           |  |
| Giovanni Federico di Schwarzburg-Rudolstadt    |                                       | Maddalena Sibilla di Sassonia-Weissenfels  |                                        |  |  |       |  |  |                                           |  |  |                                           |  |
|                                                | Ernesto I di Sassonia-Gotha-Altenburg | Giovanni di Sassonia-Weimar                |                                        |  |  |       |  |  |                                           |  |  |                                           |  |
|                                                | Ernesto I di Sassonia-Gotha-Altenburg | Giovanni di Sassonia-Weimar                |                                        |  |  |       |  |  |                                           |  |  |                                           |  |
|                                                | Ernesto I di Sassonia-Gotha-Altenburg | Dorotea Maria di Anhalt                    |                                        |  |  |       |  |  |                                           |  |  |                                           |  |
| Giovanni Ernesto di Sassonia-Coburgo-Saalfeld  | Ernesto I di Sassonia-Gotha-Altenburg |                                            |                                        |  |  |       |  |  |                                           |  |  |                                           |  |
|                                                |                                       | Elisabetta Sofia di Sassonia-Altenburg     | Giovanni Filippo di Sassonia-Altenburg |  |  |       |  |  |                                           |  |  |                                           |  |
|                                                |                                       | Elisabetta Sofia di Sassonia-Altenburg     | Giovanni Filippo di Sassonia-Altenburg |  |  |       |  |  |                                           |  |  |                                           |  |
|                                                |                                       | Elisabetta Sofia di Sassonia-Altenburg     | Elisabetta di Brunswick-Wolfenbüttel   |  |  |       |  |  |                                           |  |  |                                           |  |
| Sofia Guglielmina di Sassonia-Coburgo-Saalfeld |                                       | Elisabetta Sofia di Sassonia-Altenburg     |                                        |  |  |       |  |  |                                           |  |  |                                           |  |
|                                                |                                       | Giosia II di Waldeck-Wildungen             | Filippo VII di Waldeck-Wildungen       |  |  |       |  |  |                                           |  |  |                                           |  |
|                                                |                                       | Giosia II di Waldeck-Wildungen             | Filippo VII di Waldeck-Wildungen       |  |  |       |  |  |                                           |  |  |                                           |  |
|                                                |                                       | Giosia II di Waldeck-Wildungen             | Anna Caterina di Sayn-Wittgenstein     |  |  |       |  |  |                                           |  |  |                                           |  |
| Carlotta Giovanna di Waldeck-Wildungen         |                                       | Giosia II di Waldeck-Wildungen             |                                        |  |  |       |  |  |                                           |  |  |                                           |  |
|                                                |                                       | Guglielmina Cristina di Nassau-Hilchenbach | Guglielmo di Nassau-Hilchenbach        |  |  |       |  |  |                                           |  |  |                                           |  |
|                                                |                                       | Guglielmina Cristina di Nassau-Hilchenbach | Guglielmo di Nassau-Hilchenbach        |  |  |       |  |  |                                           |  |  |                                           |  |
|                                                |                                       | Guglielmina Cristina di Nassau-Hilchenbach | Cristina di Erbach                     |  |  |       |  |  |                                           |  |  |                                           |  |
|                                                |                                       | Guglielmina Cristina di Nassau-Hilchenbach |                                        |  |  |       |  |  |                                           |  |  |                                           |  |